# Herb gminy Studzienice
Herb gminy Studzienice – symbol gminy Studzienice, ustanowiony 9 marca 2010.

## Wygląd i symbolika
Herb przedstawia na tarczy koloru złotego z czarną obwódką postać gryfa pomorskiego (symbol Pomorza), trzymającego w ręku czerwone rodło.